# العلاقات الأندورية الفيجية
العلاقات الأندورية الفيجية هي العلاقات الثنائية التي تجمع بين أندورا وفيجي.

## مقارنة بين البلدين
هذه مقارنة عامة ومرجعية للدولتين:
| وجه المقارنة                                              | أندورا                                                     | فيجي                                                                 |
| --------------------------------------------------------- | ---------------------------------------------------------- | -------------------------------------------------------------------- |
| المساحة (كم2)                                             | 468                                                        | 18.27 ألف                                                            |
| عدد السكان (نسمة)                                         | 76.18 ألف                                                  | 915.30 ألف                                                           |
| الكثافة السكانية (ن./كم²)                                 | 16.28 ألف                                                  | 50.1                                                                 |
| العاصمة                                                   | أندورا لا فيلا                                             | سوفا                                                                 |
| اللغة الرسمية                                             | اللغة الكتالونية                                           | لغة إنجليزية، اللغة الفيجية، اللغة الفيجي الهندية، اللغة الهندستانية |
| العملة                                                    | يورو                                                       | دولار فيجي                                                           |
| الناتج المحلي الإجمالي (بليون دولار)                      | 3.01 مليار                                                 | 5.06 مليار                                                           |
| الناتج المحلي الإجمالي (تعادل القوة الشرائية) بليون دولار |                                                            | 8.32 مليار                                                           |
| الناتج المحلي الإجمالي الاسمي للفرد دولار أمريكي          |                                                            | 4.96 ألف                                                             |
| الناتج المحلي الإجمالي للفرد دولار أمريكي                 |                                                            | 8.79 ألف                                                             |
| مؤشر التنمية البشرية                                      | 0.858                                                      | 0.727                                                                |
| رمز المكالمات الدولي                                      | +376                                                       | +679                                                                 |
| رمز الإنترنت                                              | .ad                                                        | .fj                                                                  |
| المنطقة الزمنية                                           | ت ع م+01:00، توقيت وسط أوروبا، ت ع م+02:00، أوروبا/أندورا ‏ | ت ع م+12:00                                                          |

## منظمات دولية مشتركة
يشترك البلدان في عضوية مجموعة من المنظمات الدولية، منها:
| علم المنظمة | اسم المنظمة                   | تاريخ انضمام أندورا | تاريخ انضمام فيجي |
| ----------- | ----------------------------- | ------------------- | ----------------- |
|             | منظمة الشرطة الجنائية الدولية | ?                   | ?                 |
|             | الأمم المتحدة                 | 28 يوليو 1993       | 13 أكتوبر 1970    |
|             | يونسكو                        | 20 أكتوبر 1993      | 14 يوليو 1983     |
|             | منظمة حظر الأسلحة الكيميائية  | ?                   | ?                 |
|             | الاتحاد الدولي للاتصالات      | 12 نوفمبر 1993      | 5 مايو 1971       |

## وصلات خارجية
- موقع وزارة الخارجية الأندورية
- موقع وزارة الخارجية الفيجية